# 생명 바코드 데이터 시스템
생명 바코드 데이터 시스템(Barcode of Life Data System, 일반적으로 BOLD 또는 BOLDSystems로 알려짐)은 특히 DNA 바코드 전용 웹 플랫폼이다. 이 시스템은 캐나다의 생물다양성 유전체학 센터에서 개발한 클라우드 기반 데이터 저장 및 분석 플랫폼으로, 4개의 주요 모듈, 데이터 포털, 교육 포털, BIN(추정 종) 등록, DNA 서열 분석을 위한 온라인 플랫폼을 제공하는 데이터 수집 및 분석 워크벤치로 구성된다. 2005년 출시 이후 BOLD는 데이터 구성, 유효성 검사, 시각화 및 게시를 포함한 다양한 기능을 제공하도록 확장되었다. 2017년에 출시된 시스템의 최신 버전인 버전 4는 데이터 수집 및 분석을 지원하는 일련의 개선 사항을 제공할 뿐만 아니라 데이터 배포, 인용 및 주석을 개선하는 새로운 기능도 포함하고 있다. 2020년 11월 16일 기준으로 BOLD에는 동물, 식물, 균류, 원생생물(약 890만 표본 포함)을 포괄하면서 공식적으로 기술된 318,105종의 바코드 시퀀스가 이미 포함되어 있다.
BOLD는 DNA Barcoding에 관심이 있는 모든 연구자에게 무료로 제공된다. 특화된 서비스를 제공하여, 국제 염기 서열 데이터베이스에서 BARCODE 지정을 얻기 위해 필요한 표준을 충족하는 기록의 출판을 돕는다. 웹 기반 제공 및 유연한 데이터 보안 모델로 인해 광범위한 연구 제휴를 포함하는 프로젝트를 지원하는 데에도 유리한 위치에 있다.
BOLD의 데이터 배포는 주로 2010년부터 2015년까지 iBOL(International Barcode of Life) 컨소시엄에서 실행한 프로젝트 BARCODE 500K에서 비롯되었다. 여기에서는 50만개의 종을 나타내는 5백만개의 표본에 대한 DNA 바코드 레코드의 데이터 수집을 목표로 했다. 모든 표본 수집, 서열 할당, 정보 분류는 전 세계 국가에서 온 수많은 과학자, 협력자 및 시설에 의해 기여되고 있다. 데이터 축적은 DNA 바코드 식별의 정확도를 높이고 생명의 바코드 달성을 용이하게 한다.